# Li Changyu
Li Changyu (chinesisch 李长宇; * 19. Juli 1983 in Jilin) ist ein ehemaliger chinesischer Eisschnellläufer.

## Werdegang
Li trat international erstmals bei den Asienmeisterschaften 2001 in Harbin in Erscheinung. Dort lief er auf den neunten Platz über 5000 m und auf den sechsten Rang über 10000 m. Im folgenden Jahr kam bei den Juniorenweltmeisterschaften in Klobenstein auf den 39. Platz im Kleinen-Vierkampf. In der Saison 2003/04 nahm er in Inzell erstmals am Eisschnelllauf-Weltcup teil, wobei er jeweils in der B-Gruppe den 12. Platz über 5000 m sowie den 13. Platz über 1500 m errang und belegte bei den Einzelstreckenweltmeisterschaften 2004 in Seoul den sechsten Platz über 1500 m. Zudem wurde er über 1500 m sowie über 5000 m chinesischer Meister und gewann bei den Asienmeisterschaften 2004 in Chuncheon die Bronzemedaille über 10000 m sowie die Silbermedaille über 5000 m. In der folgenden Saison erreichte er in Berlin mit dem 13. Platz in der Teamverfolgung sein bestes Ergebnis im Weltcup und lief bei den Asienmeisterschaften 2005 in Shibukawa auf den siebten Platz über 10000 m sowie auf den fünften Rang über 5000 m. In der Saison 2005/06 absolvierte er in Turin seinen letzten Weltcup, welchen er in der B-Gruppe auf dem 22. Platz über 1500 m beendete und errang dort bei den Olympischen Winterspielen 2006 den 40. Platz über diese Distanz.

## Erfolge

### Olympische Spiele
- 2006 Turin: 40. Platz 1500 m

### Einzelstrecken-Weltmeisterschaften
- 2004 Seoul: 6. Platz 1500 m

### Asienmeisterschaften
- 2001 Harbin: 6. Platz 10000 m, 9. Platz  5000 m
- 2004 Chuncheon: 2. Platz 5000 m, 3. Platz 10000 m
- 2005 Shibukawa: 5. Platz 5000 m, 7. Platz 10000 m

## Persönliche Bestzeiten
| Disziplin | Zeit         | Datum             | Ort            |
| --------- | ------------ | ----------------- | -------------- |
| 500 m     | 36,77 s      | 14. Oktober 2005  | Harbin         |
| 1000 m    | 1:14,65 min  | 18. Oktober 2008  | Changchun      |
| 1500 m    | 1:48,37 min  | 18. November 2005 | Salt Lake City |
| 3000 m    | 4:15,89 min  | 1. März 2002      | Klobenstein    |
| 5000 m    | 6:43,63 min  | 8. Februar 2004   | Hamar          |
| 10000 m   | 14:33,89 min | 26. Februar 2004  | Harbin         |